# Seleção Anguilana de Futebol
A Seleção Anguilana de Futebol representa Anguila nas competições de futebol da FIFA. Nunca disputou Copas do Mundo, nem disputou edições da Copa Ouro da CONCACAF, sendo considerada a pior seleção da confederação e uma das piores seleções do ranking da FIFA: em setembro de 2020, ficou na penúltima posição, à frente apenas de San Marino.

## Copa do Mundo
- 1930 a 1998 – Não disputou
- 2002 a 2022 – Não se classificou

## Copa Ouro
- 1991 a 2002 –Não se classificou
- 2003 – Não disputou
- 2005 – Abandonou
- 2007 a 2023 – Não se classificou

## Recordes
12 de outubro de 2024
Jogadores em negrito ainda em atividade pela Seleção Anguilana.
| #  | Jogador             | Partidas | Gols | Em atividade |
| -- | ------------------- | -------- | ---- | ------------ |
| 1  | Ryan Liddie         | 31       | 0    | 2000–2019    |
| 2  | Girdon Connor       | 29       | 5    | 2000–2018    |
| 2  | Jonathan Guishard   | 29       | 1    | 2014–        |
| 2  | Germain Hughes      | 29       | 0    | 2012–        |
| 5  | Kion Lee            | 23       | 1    | 2012–        |
| 6  | Kevin Hawley        | 22       | 0    | 2000–2016    |
| 6  | Adonijah Richardson | 22       | 1    | 2006–2016    |
| 4  | Jonathan Guishard   | 21       | 1    | 2014–        |
| 8  | Tafari Smith        | 21       | 2    | 2018–        |
| 9  | Leon Jeffers        | 20       | 0    | 2004–2012    |
| 10 | Luke Paris          | 19       | 1    | 2019–        |

| # | Jogador          | Gols | Partidas | Média por jogo | Em atividade |
| - | ---------------- | ---- | -------- | -------------- | ------------ |
| 1 | Richard O'Connor | 5    | 5        | 1              | 2000–2006    |
| 1 | Terrence Rogers  | 5    | 16       | 0.31           | 2000–2012    |
| 1 | Girdon Connor    | 5    | 29       | 0.17           | 2000–2018    |
| 4 | Kapil Battice    | 4    | 18       | 0.22           | 2008–2021    |
| 5 | Lamar Carpenter  | 3    | 10       | 0.3            | 2021–        |
| 6 | Javille Brooks   | 2    | 16       | 0.13           | 2010–        |
| 6 | Glenville Rogers | 2    | 18       | 0.11           | 2008–2019    |
| 6 | Tafari Smith     | 2    | 21       | 0.1            | 2018–        |
| 6 | Germain Hughes   | 2    | 18       | 0.11           | 2012–        |

## Treinadores
| - Les Strong (1991–1994) - Clifton Livingston (2000) - Scott Cooper (2002) - Vernon Hodge (2003–2004) - Benjamin Davies (2004) - Vernon Hodge (2004–2007) - Kerthney Carty (2008) - Colin Johnson (2008–2009) - Scott Cooper (2010) | - Colin Johnson (2010–2015) - / Richard Orlowski (2015) - Leon Jeffers (2016) - Romare Kelsick (2016–2018) - Nigel Connor (2018–2020) - Stern John (2020–2022) - Nigel Connor (2022–2024) - Keith Jeffrey (2024–) |